# Sęp przylądkowy

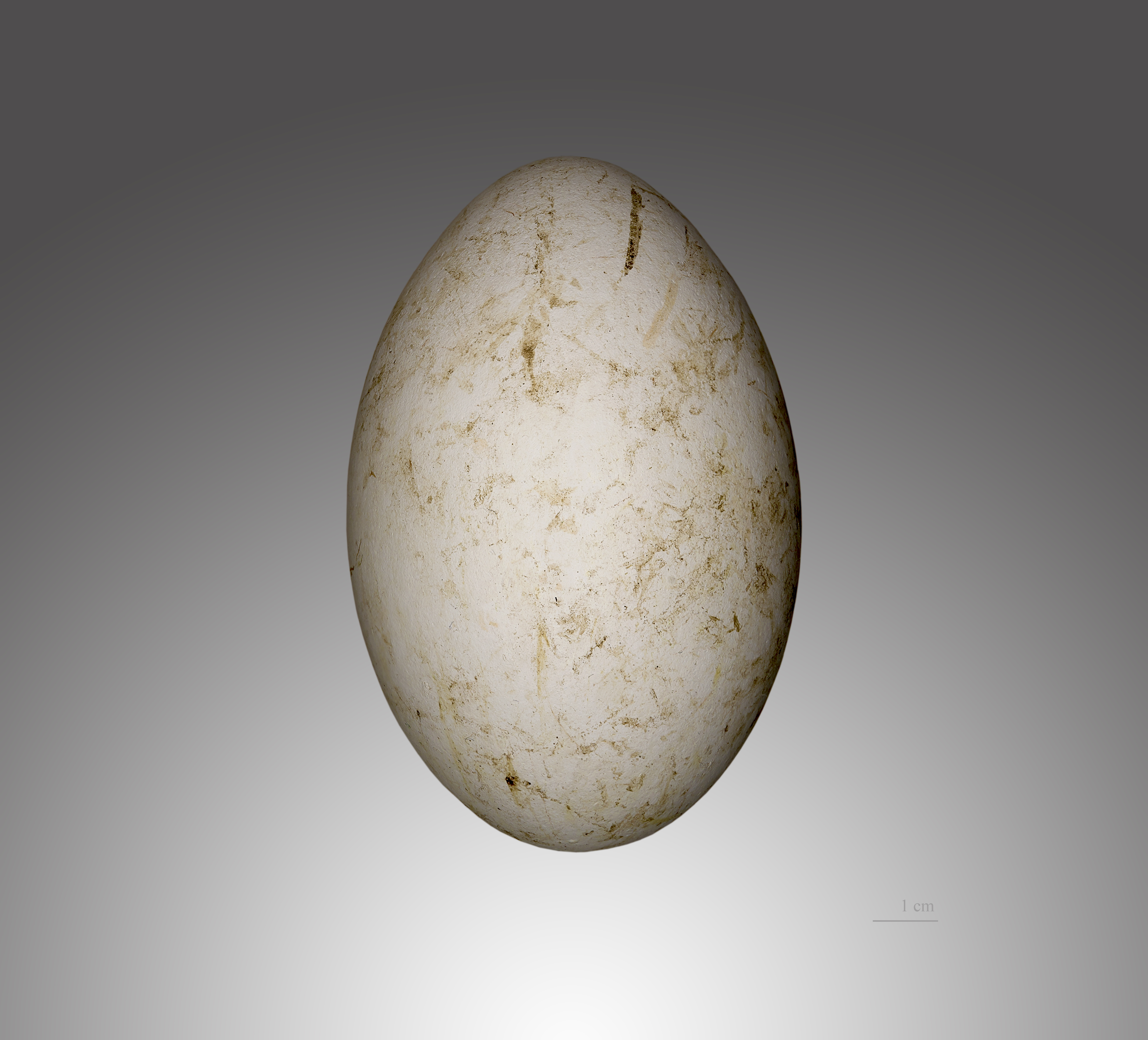
Jajo

Sęp przylądkowy, sęp kaplandzki (Gyps coprotheres) – gatunek dużego ptaka padlinożernego z rodziny jastrzębiowatych (Accipitridae), zamieszkujący południową Afrykę. Nie wyróżnia się podgatunków. Narażony na wyginięcie.
Wymiary średniedługość ciała 95–110 cm, masa ciała 7,07–10,9 kg (średnio 9,35 kg), rozpiętość skrzydeł 228–255 cm.
Zasięg występowaniaGłównie południowo-wschodnia Botswana i północno-wschodnia Południowa Afryka, do tego wschodnie RPA i Lesotho. Niegdyś sępy plamiste gniazdowały również w Namibii, zachodnim i południowym Zimbabwe, zachodnim i południowym Mozambiku (obecnie rzadki) oraz Suazi; sporadycznie zalatują do północnej Zambii.
BiotopOtwarte obszary trawiaste, step, dawniej również karru; zwykle w pobliżu gór, gdzie gniazdują i odpoczywają na klifach.
GniazdoGniazduje w koloniach liczących do 1000 osobników. Gniazda są rozlokowane w odstępach około 2,5 m. Gniazdo jest dużą platformą z gałęzi i suchych traw, buduje je samica; w środku ulokowane jest płytkie zagłębienie wyściełane mniejszymi gałęziami i trawą. Ulokowane zwykle na klifie.
JajaJedno jajo składane w maju lub czerwcu.
WysiadywanieJajo wysiadywane jest przez okres 55 do 59 dni. Pisklęta opuszczają gniazdo po 125–171 dniach. Po kolejnych 15–221 dniach są w pełni samodzielne. Dorosłe osobniki zawsze przeganiają młode z terytorium przed nadejściem kolejnego lęgu.
PożywieniePadlina. Podczas żerowania dominuje nad niemal wszystkimi sępami, z wyjątkiem większego sępa uszatego (Torgos tracheliotos).
StatusOd 2021 roku IUCN uznaje sępa przylądkowego za gatunek narażony (VU, Vulnerable). Wcześniej, od 2015 roku otrzymywał status zagrożonego wyginięciem (EN, Endangered), a do 2015 roku – gatunku narażonego (VU, Vulnerable). W 2015 liczebność populacji szacowano na około 9400 dorosłych osobników. Trend liczebności populacji uznaje się za spadkowy. Zidentyfikowano 16 czynników przyczyniających się do spadku liczebności. Należą do nich m.in. redukcja ilości padliny, przypadkowe zatrucia, porażenie prądem po kolizji z liniami wysokiego napięcia, utrata środowiska, w którym żerują, niepokojenie w koloniach lęgowych i odławianie celem zastosowania części ciała ptaków w medycynie ludowej.